# Okresní soud v Českém Krumlově
Okresní soud v Českém Krumlově je okresní soud se sídlem v Českém Krumlově, jehož odvolacím soudem je Krajský soud v Českých Budějovicích. Rozhoduje jako soud prvního stupně ve všech trestních a civilních věcech, ledaže jde o specializovanou agendu (nejzávažnější trestné činy, insolvenční řízení, spory ve věcech obchodních korporací, hospodářské soutěže, duševního vlastnictví apod.), která je svěřena krajskému soudu.
Soud je umístěn ve dvou budovách v Linecké ulici. Hlavní budova čp. 284, kde se nachází správa soudu, oddělení trestní, občanskoprávní, dědické a oddělení platebních rozkazů, má bezbariérový přístup. V budově čp. 66 se nachází opatrovnické a exekuční oddělení.

## Soudní obvod
Obvod Okresního soudu v Českém Krumlově se shoduje s okresem Český Krumlov, patří do něj tedy území vojenského újezdu Boletice a území těchto obcí:
Benešov nad Černou •
Besednice •
Bohdalovice •
Brloh •
Bujanov •
Černá v Pošumaví •
Český Krumlov •
Dolní Dvořiště •
Dolní Třebonín •
Frymburk •
Holubov •
Horní Dvořiště •
Horní Planá •
Hořice na Šumavě •
Chlumec •
Chvalšiny •
Kájov •
Kaplice •
Křemže •
Lipno nad Vltavou •
Loučovice •
Malonty •
Malšín •
Mirkovice •
Mojné •
Netřebice •
Nová Ves •
Omlenice •
Pohorská Ves •
Polná na Šumavě •
Přední Výtoň •
Přídolí •
Přísečná •
Rožmberk nad Vltavou •
Rožmitál na Šumavě •
Soběnov •
Srnín •
Střítež •
Světlík •
Velešín •
Větřní •
Věžovatá Pláně •
Vyšší Brod •
Zlatá Koruna •
Zubčice •
Zvíkov